# Campionato del mondo femminile di scacchi 1931
Il campionato del mondo femminile di scacchi del 1931 fu la terza edizione del campionato del mondo femminile di scacchi organizzato dalla FIDE. Si disputò a Praga, in Cecoslovacchia, contestualmente alla quarta edizione delle Olimpiadi degli scacchi.
Il torneo vide affrontarsi cinque giocatrici, che si affrontarono in un doppio girone all'italiana. Il titolo fu vinto dalla campionessa uscente Vera Menchik, che vinse tutte le partite.

## Classifica finale
| Pos. | Giocatrici                     | Punti |
| ---- | ------------------------------ | ----- |
|      | Vera Menchik ( Cecoslovacchia) | 8     |
|      | Paula Wolf-Kalmar ( Austria)   | 4     |
|      | Agnes Stevenson ( Inghilterra) | 3,5   |
| 4    | Katarina Beskow ( Svezia)      | 2,5   |
| 5    | W. Henschel ( Germania)        | 2     |